# SAMURAI証券
Samurai証券株式会社（略称：Samurai証券、Samurai Securities Co., Ltd.）は、日本国内で金融サービスを提供する証券会社である。貸付型クラウドファンディングサービス「オルタナバンク」の運営も行っている。

## 事業内容
- 第一種・第二種金融商品取引業
- 電子募集取扱業務
- 宅地建物取引業

## 登録番号
- 金融商品取引業：関東財務局長（金商）第36号
- 宅地建物取引業：東京都知事（1）第111379号

## 加入協会・基金
- 日本証券業協会
- 一般社団法人 第二種金融商品取引業協会
- 日本投資者保護基金

## 沿革・実績
※沿革の一部は日本証券業協会ディスクロージャー資料に基づく
| 年月           | 主な出来事・実績                                                     |
| -------------- | -------------------------------------------------------------------- |
| 2002年2月      | 「エーアイピー証券株式会社」を東京都港区赤坂に設立（資本金1千万円）  |
| 2002年         | 資本金を1億円に増資                                                  |
| 2003年～2020年 | 複数回の増資を経て資本金を3億4,700万円に増資                         |
| 2023年1月      | 貸付型クラウドファンディングサービスの名称を「オルタナバンク」に変更 |
| 2024年10月     | 資本金を9,900万円に減資                                              |
| 2025年         | 累計募集金額：約580億円、償還済案件：約400件、運用中案件：約180件    |

## 提供サービス

### オルタナバンク
オルタナバンクは貸付型クラウドファンディングサービスとして運営されており、個人投資家や機関投資家が国内外の法人・事業会社融資や不動産担保ローンに投資できる。  
特徴として、株式や投資信託の市場価格の変動に直接連動しない商品として提供されている。
| 特徴       | 内容                                             |
| ---------- | ------------------------------------------------ |
| 投資対象   | 国内外の法人・事業会社への融資、不動産担保ローン |
| 運用期間   | 1〜36か月                                        |
| 過去利回り | 過去に提供された案件の利回りは4%〜12%            |
| 特記事項   | SDGs関連案件や大口投資家向け案件などを取り扱う   |